# Highway Companion
Highway Companion è il terzo album discografico da solista (il quattordicesimo in totale) del cantautore rock statunitense Tom Petty pubblicato nel 2006.

## Tracce
Testi e musiche di Tom Petty.
1. Saving Grace – 3:48
2. Square One – 3:26
3. Flirting with Time – 3:16
4. Down South – 3:27
5. Jack – 2:29
6. Turn This Car Around – 3:59
7. Big Weekend – 3:16
8. Night Driver – 4:28
9. Damaged by Love – 3:23
10. This Old Town – 4:17
11. Ankle Deep – 3:24
12. The Golden Rose – 4:43

## Gruppo
- Tom Petty - voce, chitarre, batteria, armonica, piano, basso
- Mike Campbell - chitarre, vibrafono
- Jeff Lynne - basso, chitarra, tastiere, cori, autoharp

## Classifiche
- Billboard 200 - #4